# 映画の構造分析
『映画の構造分析――ハリウッド映画で学べる現代思想』（えいがのこうぞうぶんせき ハリウッドえいがでまなべるげんだいしそう）は、内田樹が著した評論。
著者自身の解説によれば、本書は「コアな映画ファンのために書かれた学術的な映画批評の本」ではなく、「映画を素材に使った、現代思想の入門書」であるという。
2003年6月15日、晶文社より刊行された。装丁は坂川栄治と藤田知子。2011年4月8日、文春文庫として文庫化された。

## 内容
第1章 映画の構造分析
2001年12月17日～21日の五日間、名古屋大学で行われた集中講義のノートが基となっている。取り上げられた主な映画は、『エイリアン』（1979年）、『大脱走』（1963年）、『北北西に進路を取れ』（1959年）、『ゴーストバスターズ』（1984年）の4本。
なお内田は翌年2002年12月24日～28日にも鹿児島大学で「映画の構造分析」の集中講義を行っている。2005年12月20日、22日、23日、24日の四日間にわたって京都大学で行われた集中講義は、2006年に音声データ化されインターネットで販売された（後述）。
第2章 「四人目の会席者」と「第四の壁」
スラヴォイ・ジジェクが編纂した『Everything You Always Wanted to Know about Lacan: But Were Afraid to Ask Hitchcock』（1992年）を鈴木晶と共に翻訳した際、触発されて書いた文章。なおジジェクの本は『ヒッチコック×ジジェク』というタイトルで河出書房新社から出版されている。取り上げられた主な映画は、小津安二郎監督の『秋刀魚の味』（1962年）とアルフレッド・ヒッチコック監督の『裏窓』（1954年）。
第3章 アメリカン・ミソジニー――女性嫌悪の映画史
内田は言う。「ハリウッド映画がその全史を通じて強烈な女性嫌悪にドライブされているということについては深い確信を有している。これほど激しく女性を嫌い、呪い、その排除と死を願っている性文化を私は他に知らない」。その例証として内田は、『危険な情事』（1987年）、『ローズ家の戦争』（1989年）、『ディスクロージャー』（1994年）、『ダイヤルM』（1998年）などマイケル・ダグラスが関わった映画をまず挙げる。西部開拓時代「最後まで女に選ばれなかった男たち」の怨念を鎮魂するという「喪の儀礼」が、アメリカ映画の女性嫌悪的傾向に深く関わっていると内田は見ている。

## 京都大学集中講義2005
2005年12月、内田は京都大学で四日間「映画の構造分析」の集中講義を行う。1回につき1本の映画を取り上げ、実際に講義中受講生とともに作品を鑑賞している。翌年2006年、その講義は音声データ化されイー・エー・ユー株式会社（通称 EAU）より販売された。
| 講義日         | 映画の作品名           | 講義収録時間  |
| -------------- | ---------------------- | ------------- |
| 2005年12月20日 | 『エイリアン』         | 1時間3分59秒  |
| 2005年12月22日 | 『大脱走』             | 2時間18分21秒 |
| 2005年12月23日 | 『北北西に進路を取れ』 | 2時間58分1秒  |
| 2005年12月24日 | 『ゴーストバスターズ』 | 3時間8分11秒  |